# クリスチャン・ラウト
クリスチャン・ラウト（Kristjan Raud、1865年10月22日 -  1943年5月19日）はエストニアの「象徴主義」の画家である。エストニア国立博物館の創立者の一人である。フォークアートに近い、民俗的な題材で絵画を描いた。

## 略歴
エストニア北部レーネ＝ヴィル県の Kirikukülaで生まれた。双子の兄弟のパウル・ラウト(Paul Raud:1865-1830)も画家になった。ラクヴェレのドイツ語で教える学校で学んだ後、タルトゥの師範学校に進み、地元の学校で数年間教えた。村の教師生活に満足できず、サンクトペテルブルクに移ると、エストニアの民族主義者で画家のヨハン・ケーラー(1826-1899)が絵の才能を見出し、ロシアの帝国美術アカデミーで学ぶことを勧めた。1892年から美術アカデミーで4年間学んだ後、1897年にドイツに修行に出て、デュッセルドルフでデュッセルドルフ美術アカデミーで学び 1899年から1901年の間、ミュンヘンでアントン・アズベの私立の美術学校で学んだ。
タルトゥに戻った後、若い画家たちのための学校を運営し、地元の新聞に記事を書き、高校で教えた。1907年にエストニアの文化的資料の収集・研究家のヤコプ・フルトが没すると、その収集した資料を展示する博物館の設立を推進した。2年後、エストニア国立博物館の創立、運営メンバーの一人となった 。翌年、詩人ユハン・リーブが集めた民俗詩集に挿絵を描いた。
第一次世界大戦が始まるとタリンに移り、画家の仕事をしながら教師をした。1919年にエストニア博物館協会の議長になり、エストニア教育省の仕事をした。1935年にエストニア文学協会が民族叙事詩カレヴィポエグ（Kalevipoeg）の改訂版を出版したと時その挿絵を描き、この初版は当時としては、非常に多い10,000部が印刷された。1938年にエストニアのRed Cross章を受勲した。
ドイツ占領中にタリンで病没した。

## 作品

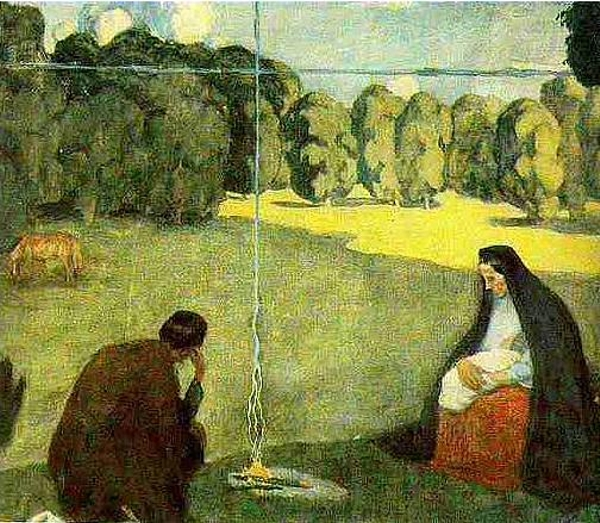
「旅の休息」（壁画:1905）
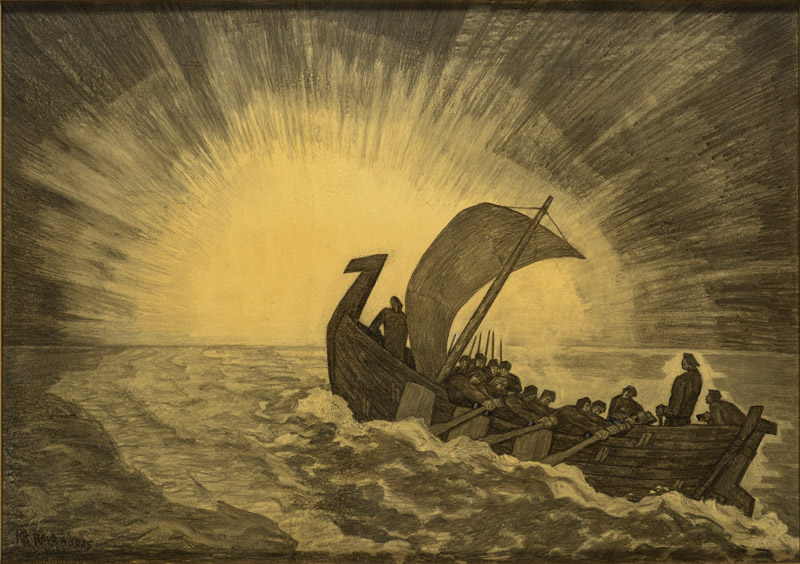
「カレヴィポエグの北欧諸国への旅」（1935)
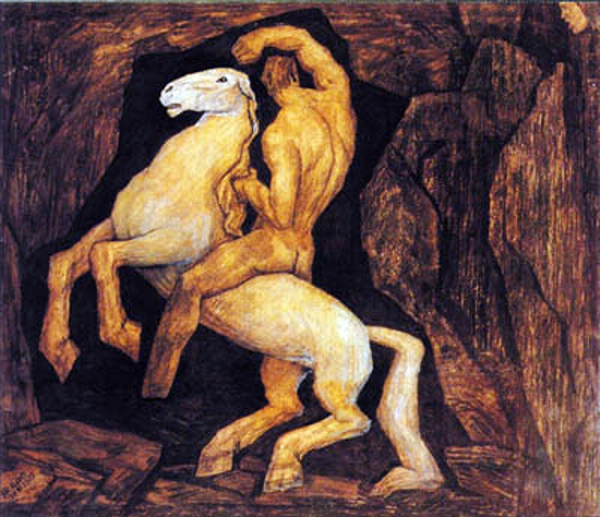
「地獄の門でのカレヴィポエグ」（1935）
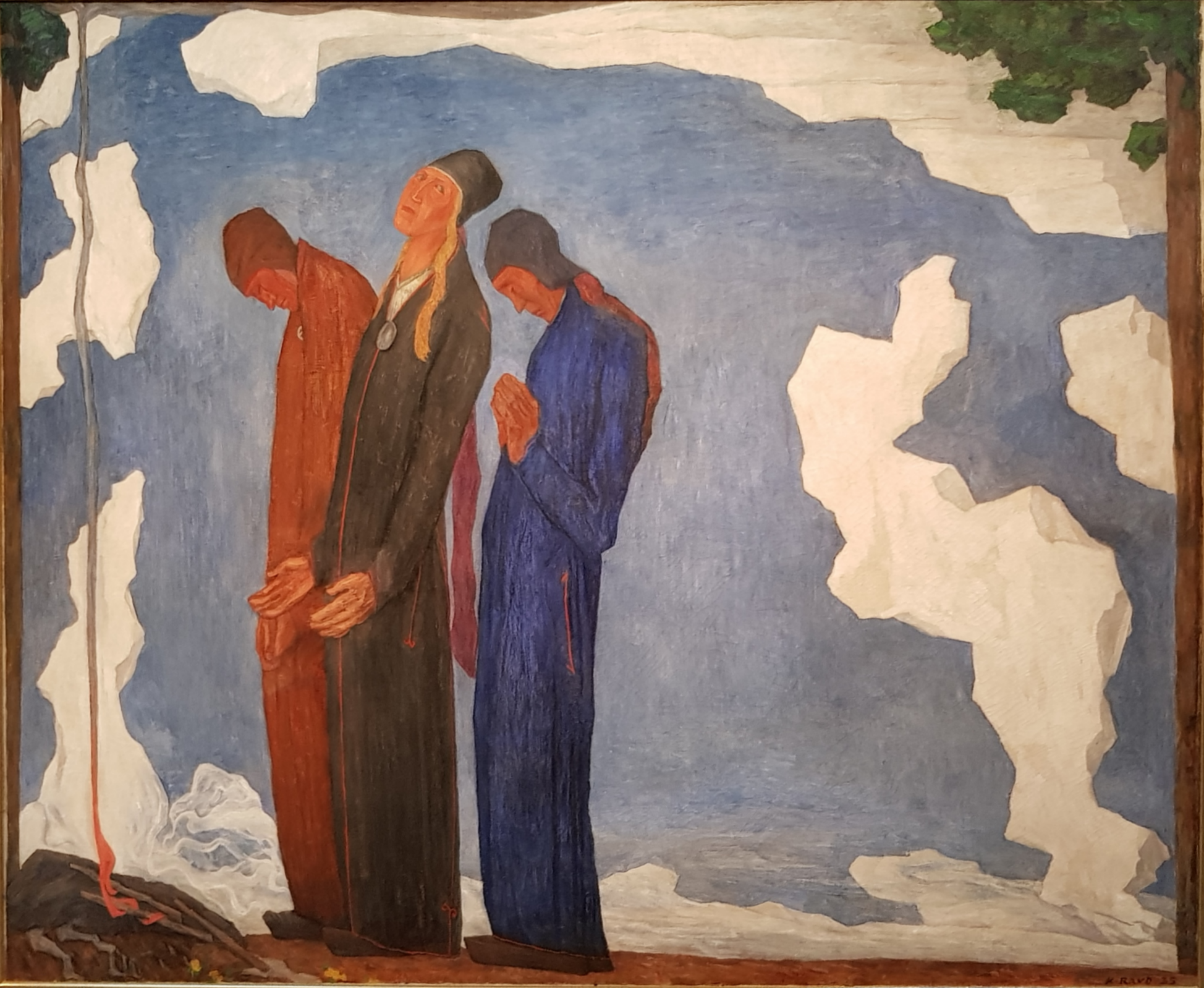
「犠牲者」（1935）

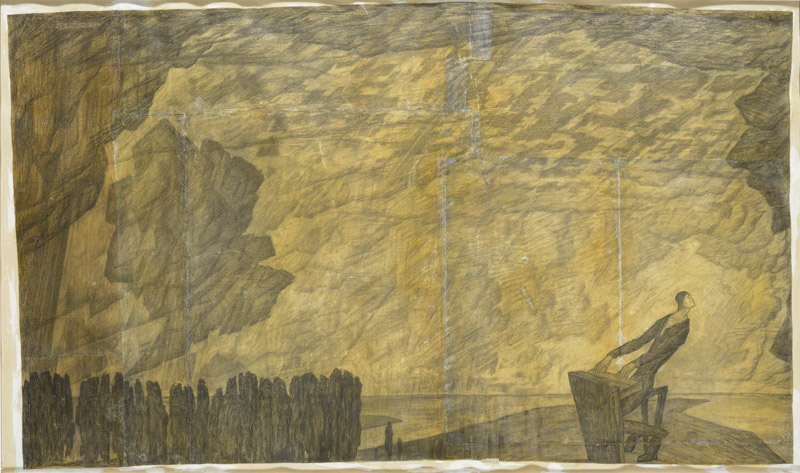
「音楽」（1933）
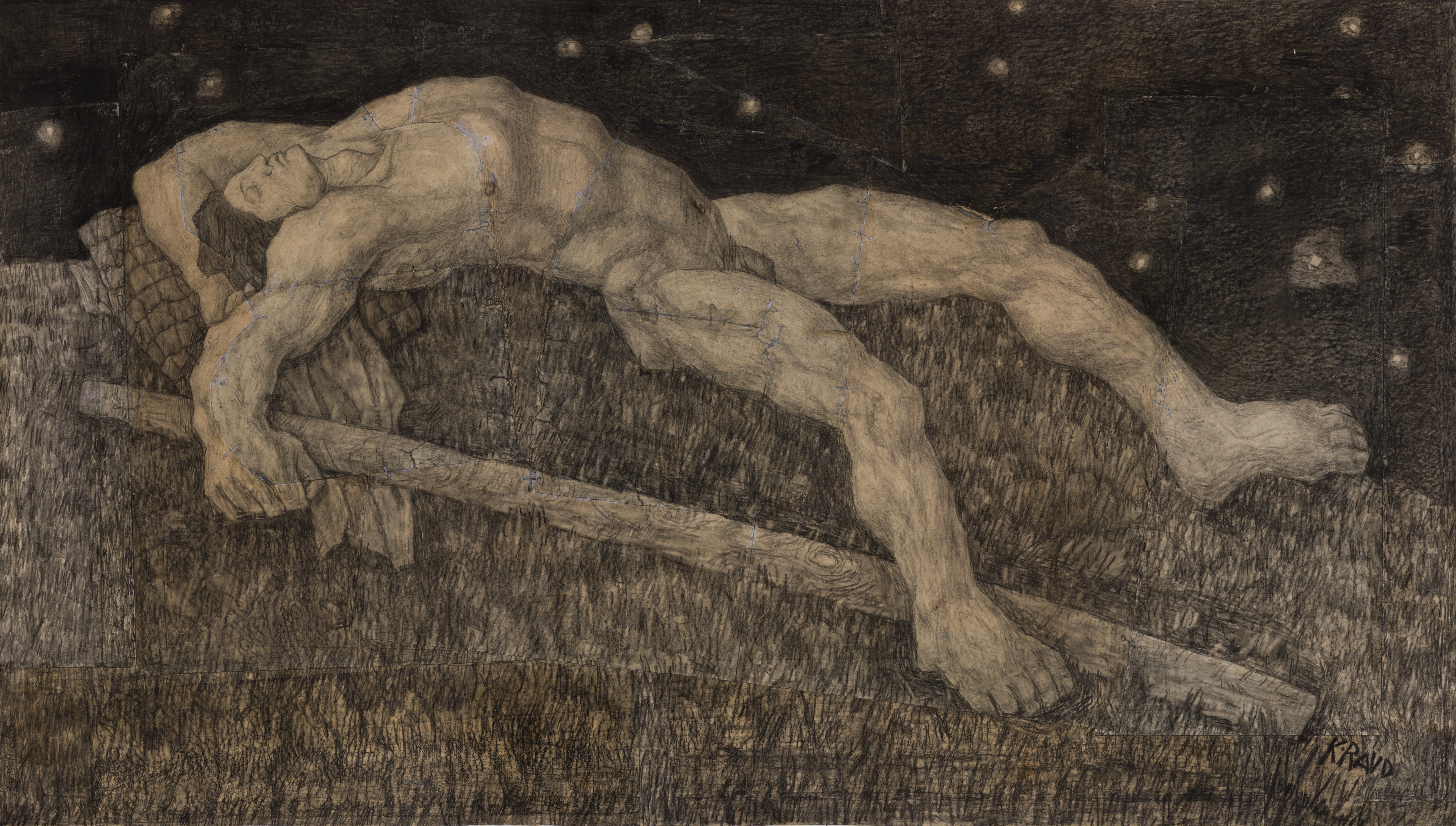
「眠れるカレヴィポエグ」（1933)
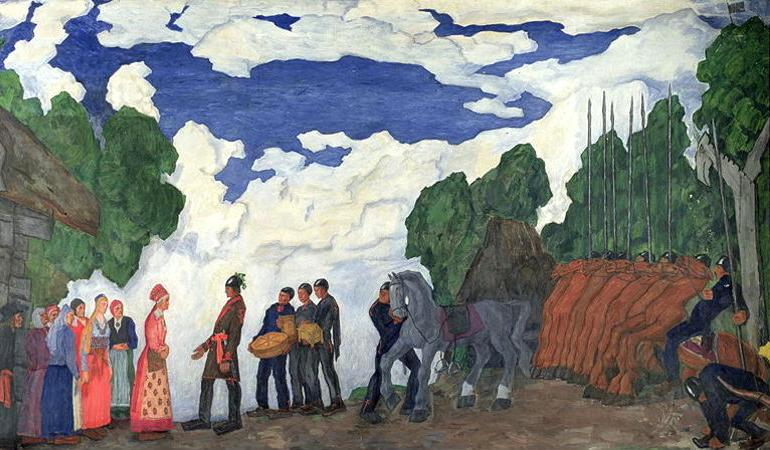
求婚するKalev

## 関連書籍
- Rasmus Kangro-Pool, Kristjan Raud, 1865-1943, Eesti NSV Kunst, 1961
- Lehti Viiroja, Kristjan Raud 1865 - 1943: looming ja mōtteavaldused, Eesti NSV Kunst, 1981